# Scandichrestus tenuis
Scandichrestus tenuis is een spinnensoort in de taxonomische indeling van de hangmatspinnen (Linyphiidae).
Het dier behoort tot het geslacht Scandichrestus. De wetenschappelijke naam van de soort werd voor het eerst geldig gepubliceerd in 1943 door Herman Theodor Holm.